# Nevil Schoenmakers
Nevil Martin Schoenmakers, né le 2 février 1956 à Perth (Australie-Occidentale) et mort le 30 mars 2019,, est un sélectionneur (breeder) de cannabis d'origine australienne connu pour avoir fondé la première banque de graines de cannabis, qui s'appelait « The Seed Bank of Holland », au début des années 1980 aux Pays-Bas. Ce fut également la première entreprise de graines de cannabis à faire de la publicité directement auprès du public dans le magazine High Times.

## Biographie
Schoenmakers est né à Perth, en Australie occidentale, de parents néerlandais, Schoenmakers a déménagé aux Pays-Bas en 1976. Là, il a commencé à cultiver du cannabis pour son usage personnel. Il a rapidement découvert que les variétés thaïlandaises, colombiennes et africaines disponibles dans le commerce ne poussaient pas bien aux Pays-Bas, ni en extérieur, ni en intérieur sous un éclairage artificiel. Réalisant que la solution au problème était génétique, il a décidé que la meilleure façon d'obtenir les bons gênes était de créer une banque de graines et, en 1984, Schoenmakers a créé « The Seedbank ».
C'est à cette époque qu'il rencontre David Paul Watson, un collectionneur et éleveur de cannabis de Californie mieux connu sous le nom de « Sam the Skunkman ». Schoenmakers a pu acheter à Watson les meilleures variétés californiennes « Original Haze », « Skunk #1 », « Early Girl » et « California Orange ». Dès lors, Schoenmakers a collecté de nombreuses souches de cannabis puissantes et les a croisées pour créer ses propres souches. Au cours de ce processus, il a pu croiser des sativas équatoriales avec des indicas afghanes pour créer des variétés mieux adaptées aux climats tempérés et aux milieux de culture en intérieur de ses clients européens et américains. En 1986, la société de graines de cannabis de Schoenmakers était devenue un succès retentissant avec des ventes à plus de 15 000 producteurs différents aux États-Unis seulement.
En 1990, Schoenmakers est devenu la cible de la DEA avec l'Opération marchand vert et un acte d'accusation a été déposé à la Nouvelle-Orléans, l'accusant de vente de graines de cannabis à des agents infiltrés et à des particuliers de la région de la Nouvelle-Orléans. Le 24 juillet 1990, il a été arrêté par les autorités australiennes à la demande du gouvernement américain alors qu'il rendait visite à sa famille à Perth. Schoenmakers a été incarcéré à la prison de Fremantle pendant près d'un an sans caution en attendant son audience d'extradition. Le 21 juin 1991, quelques semaines seulement avant la date de son audience devant la Cour fédérale, il a finalement été libéré sous caution[pourquoi ?] et a ensuite disparu d'Australie. Pendant un certain temps après le retour de Schoenmakers aux Pays-Bas, il figurait sur la liste des personnes les plus recherchées par le FBI, mais parce que ses activités étaient légales en vertu de la loi néerlandaise, son extradition a été refusée et les charges ont finalement été abandonnées. En 1991, Schoenmakers a vendu The Seed Bank à Graines Sensi où il a travaillé pendant une courte période en tant que sélectionneur en chef, avant de fonder la société Greenhouse Seed avec Arjan Roskam. En 1998, et largement considéré comme le breeder de cannabis moderne le plus prospère avec plusieurs victoires à la Cannabis cup, Schoenmakers a vendu sa part de Greenhouse Seeds et a quitté les projecteurs.
Ces dernières années, Schoenmakers s'est impliqué dans le mouvement de légalisation du cannabis médical en Australie. Il a récemment co-écrit une soumission à une enquête du gouvernement Nouvelle-Galles du Sud sur la question. Nevil Schoenmakers est décédé le 30 mars 2019 après un combat contre le cancer.

## Dans la culture populaire
Schoenmakers a été désigné pas le magazine High Times en 1985 « Roi du Cannabis ». Il restera le premier breeder à avoir exporté des graines de cannabis des Pays-Bas vers reste du monde et est l'inventeur de nombreuses variétés très populaires comma la Nevil's Haze, Northern Lights Haze, Super Silver Haze, Nevil's Skunk, Super Skunk, Silver Pearl, Silver Haze et beaucoup d'autres. Sa Northern Lights, une variété principalement Cannabis indica originellement développé au Nord-Ouest des États-Unis est devenue une source d'inspiration pour les Indica d'intérieur, et sa génétique se retrouve dans la lignée de nombreuses indica modernes. On se souvient surtout de lui pour l'hybride F1 Northern Lights 5 X Haze. Cet hybride et ses filles ont dominé la Cannabis cup des années 1980 à aujourd'hui. La plante originale de Nevil, la Northern Lights 5 X Haze, a survécu à travers des clones et continue de remporter des prix.